# 地図-土地関係
地図と土地の関係（ちずととちのかんけい、英語: map–territory relation）は、地理的な土地とそれの地図の間の関係のように、ある物体 (object) とその物体の表象 (representation) の間の関係のことを表す。ポーランド系アメリカ人の科学者兼哲学者であるアルフレッド・コージブスキーは、「ある物から派生した抽象 (abstraction) またはその物への反応 (reaction) はその物それ自体ではない」という自らの見解を要約して、「地図は現地ではない」("the map is not the territory") や「言葉は実物ではない」("the word is not the thing") と述べた。コージブスキーは、多くの人が実際に地図を現地と混同している、すなわち現実の模型 (model) を現実そのものと混同していると主張した。この関係はアラン・ワッツによる「献立は料理そのものではない」("The menu is not the meal") のように、他の言葉でも表現されてきた。

## 「地図は現地ではない」
この表現は、アルフレッド・コージブスキーが1931年12月28日にルイジアナ州ニューオーリンズでのアメリカ科学振興協会の会議で発表した論文、『A Non-Aristotelian System and Its Necessity for Rigour in Mathematics and Physics』（『非アリストテレス的体系とその数学および物理学における厳密さへの必要性』）で初めて印刷物に現れた。この論文は『Science and Sanity』（『科学と正気』）（1933年）747 - 761頁に再掲された。この本において、コージブスキーは「地図はそれに描かれた物自体ではない」("the map is not the thing mapped") という警句が著書『Numerology』で刊行された数学者エリック・テンプル・ベルに対する恩義を表明している。
地図はそれが表す現地そのものではない。しかし、もし正確であれば、それは現地に似た構造を有しており、そのことがそれの有用性を生み出す。

A map is not the territory it represents, but, if correct, it has a similar structure to the territory, which accounts for its usefulness.—アルフレッド・コージブスキー、『Science and Sanity』58頁
ベルギーのシュルレアリスム芸術家ルネ・マグリットはパイプの絵と"Ceci n'est pas une pipe"（これはパイプではない）というキャプションからなる『イメージの裏切り』と題された有名な作品を含む複数の絵画で、「現実と我々の間にはつねに認識が介在する」という概念を図示した。
『メディア論』で（そして後に『メディアはマッサージである』と題された本で）、マーシャル・マクルーハンは「メディアはメッセージである」("The Medium is the Message") というフレーズの導入によってこの議論を電子メディアに拡張した。メディア表現、特に映像によるものは、現実において人の感覚チャネル、身体、思考、感情が人にもたらしているものの抽象、あるいは仮想「拡張」であるとする。
この概念は、顕教 (exoteric religion) と密教 (esoteric religion) の議論でも発生する。エクソテリック (Exoteric) な概念とは、数学のように記述子や言語構造を通じて完全に伝達されることができる概念である。エソテリック (Esoteric) な概念とは、直接経験以外の方法では完全に伝達されえない概念である。例えばリンゴを味わったことがない人物は、リンゴの味がどのようなものかを言語を通じて完全に理解することはできない。そのような経験が完全に理解されるのは、直接的な経験（リンゴを食べてみる）を通じてのみである。
ルイス・キャロルは『シルヴィーとブルーノ・完結編』（1893年）で、「1マイル1マイルの縮尺」をもつ架空の地図の描写によってこの論点をユーモラスに扱った。ある登場人物はそのような地図のいくつかの実用上の難点を挙げ、「今では地上そのものを地図に使っとります。代用にはなりますぞ。」と述べる。
ホルヘ・ルイス・ボルヘスによる1パラグラフの短編小説『学問の厳密さについて』（1946年）は、それに描かれている土地と同じ縮尺を持つ地図について記述する。
ローラ・ライディングは彼女の詩『The Map of Places』（1927年）でこの関係を扱っている: "The map of places passes. The reality of paper tears."
経済学者ジョーン・ロビンソン（1962年）:「現実のあらゆる様相を考慮に入れたモデルは、原寸大の地図同様役に立たない。」
コージブスキーの地図と現地に関する議論はまた、ベルギー人シュルレアリスム漫画脚本家ジャン・ビュクワに、彼の漫画『Labyrinthe』の物語について影響を与えた: 地図は、人が出口を見つけられると保証することは絶対にできない。なぜなら、事象の積み重ねが人の現実の見方を変えてしまうからである。
作家ロバート・M・パーシグは、この概念を彼の著書『Lila』で理論上・文学上の双方に使用した。主人公である著者が、地図に描かれている現地よりも地図のほうを過剰に信用したため、一時的に迷子になる。
2010年、フランス人作家ミシェル・ウエルベックは小説『La Carte et le Territoire』を出版した。これは『地図と領土』として邦訳されている。このタイトルはアルフレッド・コージブスキーの警句への言及である。この小説はフランス文学の賞であるゴンクール賞を受賞した。
地図と現地の区別は、ロバート・アントン・ウィルソンによって彼の著作『Prometheus Rising』で強調されている。
文筆家ジェームズ・A・リンゼイは、地図は現実ではないという考え方を2013年の著書『Dot, Dot, Dot: Infinity Plus God Equals Folly』のメインテーマとした。この中で、彼はすべての科学理論、数学、そして神の概念さえもが、それらが説明しようとしている「地形と」しばしば混同される概念地図 (conceptual map) であると主張している。この書に寄せた前書きで、物理学者ヴィクター・J・ステンガーはこの見方に賛意を示している。

## 関係性
グレゴリー・ベイトソンは、『精神の生態学』（1972年）の「形式、実体、差異」で、実際の土地とは何かを知ることの本質的な不可能性を議論した。いかなる土地のいかなる理解も、適切だが不完全に (adequately but imperfectly) 報告する一つまたはそれ以上の感覚チャネルに基づく:
地図は土地と違うといいますが、では土地とは一体何なのでしょう。地図をつくる人は、網膜なり測量器なりをもって現地に行き、ひとつの表象 (representation) を行なって、その結果を紙の上に描くわけです。紙に描かれるのは、その人の網膜に表象されたすがたの、そのまた表象されたすがたであって、これはどこまで問いつめていっても、無限に遡行していくばかりであります。つまりつぎつぎと限りない地図の連続ができるだけで、土地はけっしてすがたを現わしません。（中略）つねに表象化のプロセスが間に割って入って、土地をフィルターで取り除いてしまうのです。精神の世界は、地図の地図の地図が際限なく続く世界なのであります。
この書の別の場所では、ベイトソンは、地図（現実の表象）の有用性は必ずしもその原典どおりの忠実さの問題ではなく、目下の目的に応じて、現地に類似した構造を有しているかどうかであると論じた。ベイトソンはこの話題について、評論『The Cybernetics of “Self”: A Theory of Alcoholism』（1971年）でより詳しく述べている。
ベイトソンの議論を言い換えれば、「風邪は悪霊によって伝染し、その悪霊はくしゃみをすることで体外に飛び出し、それを吸い込む、または同じ物体に触るなどすることで次々と広まる」と考える文化は、悪霊の代わりに微生物を登場させる文化と同じくらい公衆衛生のための「地図」として有効である。
もう一つの基本的な困難は精度の問題である。ホルヘ・ルイス・ボルヘスの『学問の厳密さについて』（1946年）は、完全に正確な一対一対応の地図の悲劇的な無用を描写する。
時と共に、この法外な地図ですら満足のゆくものではなくなったから、地図学院は帝国の地図を新たに作り上げた。これは帝国と同じ寸法で、一点一点、実物に照応するものであった。時代が下るにつれて、人びとは地図学研究に対する興味を失い、このだだっ広い地図を無用の長物と考えるようになった。そこで人びとは失敬にもそれを打ち捨て、無情な日や雨にさらした。西部の砂漠に、今は野獣や乞食の仮住居と化しているこの地図の断片がまだ見かけられる。地理学の学統の遺物は、今全国にこれ以外には残っていないのである。
文学におけるさらに極端な例である「トリストラム・シャンディの日記 (diary of Tristram Shandy) 」は、非常に詳細なもので、シャンディがある一日の出来事を書き記すのに一年を要する——地図（日記）が土地（人生）よりも詳細であり、しかも土地（それまでの人生で記された日記）に適合しなければならないため、完成させることはできない。このような作業はスーパータスクと呼ばれる。
ジョサイア・ロイスの引用とともに、ボルヘスは、地図が土地の中に組み込まれると無限後退に引き込まれるというさらなる難題を記述する:
哲学者が思いつく綺想は、芸術家のそれに劣らず途方もないものだ。『世界と個人』（1899年）の第一巻で、ジョサイア・ロイスは次のような奇説を開陳する——「英国の地表の一部が完全に平らに均らされ、そこで地図制作者が英国の地図を描いたとしよう。仕事は完璧になされ、英国の地表の細部はどれほど微細なものでも、地図に再現されていないものはない。そこにはすべての点で照応が見られる。こうした場合、この地図には地図の地図が含まれていなければならず、この地図の地図には地図の地図の地図が含まれていなければならない。こうしてこの堂々巡りは無限に続く。」
地図が地図の中にあり、千一夜が『千夜一夜物語』の中にあることが、何故われわれを不安にするのか。ドン・キホーテが『ドン・キホーテ』の読者であり、ハムレットが『ハムレット』の観客であることが、何故われわれを不安にするのか。わたしはその理由を発見したように思う。物語の作中人物たちが読者や観客になることができるのなら、彼らの観客であり読者であるわれわれが虚構の存在であることもあり得ないことではないからである。—ホルヘ・ルイス・ボルヘス、『ドン・キホーテ』の部分的魔術、
ニール・ゲイマンの『壊れやすいもの』は、ストーリーテリングに関連してこの比喩を変形させて持ち出した（最初に現れたのは『アメリカン・ゴッズ』においてである）。
物語を伝えようと思ったら、それを語るのがいちばんだ。おわかりいただけるだろうか？ 物語を伝えるには、相手が自分自身であろうと世間であろうと、語ってみせるのがいちばんいい。それは綱渡りのような、夢のような作業だ。地図は正確であればあるほど、実際の土地に似る。考えうる最も正確な地図とは土地そのもので、完璧に正確だが、地図としてはまったく用をなさない。
物語とは、原寸大の地図のことだ。
ボードリヤールが『シミュラークルとシミュレーション』（1994年）で論じたように、電子メディアの発達は、観念のシミュレーションを電気信号としてエンコードすることを可能にしたことで、地図と現地の境目を曖昧にした。
今、抽象作用とはもはや地図、複製、鏡あるいは概念による抽象作用ではない。シミュレーションとは、領土、照合すべき存在、ある実体のシミュレーションですらない。シミュレーションとは起源 (origine) も現実性 (réalité) もない実在 (réel) のモデルで形づくられたもの、つまりハイパーリアル (hyperréel) だ。領土が地図に先行するのでも、従うのでもない。今後、地図こそ領土に先行する——シミュラークルの先行——地図そのものが領土を生み出すのであり、……
哲学者デーヴィッド・シュミッツは、自著『Elements of Justice』で明らかにヴィトゲンシュタインの私的言語論から着想を得てこの区別を利用した。
特にモデリングの文脈における地図の正確性と有用性の間の根本的なトレードオフはBoniniのパラドックスとして知られており、さまざまな形で言及されている。ポール・ヴァレリーは、詩的にこう述べた。「単純なものはつねに虚偽だ。単純ならざるものは役に立たない。」